# Tomasz Tasiemski
Tomasz Tasiemski (ur. 1965 w Krakowie) – polski naukowiec, sportowiec i praktyk w obszarze sportu i rehabilitacji osób po uszkodzeniu rdzenia kręgowego. Profesor zwyczajny w Akademii Wychowania Fizycznego w Poznaniu (Dziekan Wydziału Nauk o Kulturze Fizycznej, Kierownik Katedry Teorii i Metodyki Sportu, Kierownik Zakładu Adaptowanej Aktywności Fizycznej). 

## Życiorys
Po zdaniu matury przeprowadził się z Wadowic do Poznania, gdzie podjął studia na Akademii Wychowania Fizycznego. Od 1990 jego zainteresowania naukowe koncentrują się wokół rehabilitacji osób po uszkodzeniu rdzenia kręgowego, ponieważ w tym roku sam uległ takiemu urazowi. Usprawniany był w ramach szwedzkiego programu aktywnej rehabilitacji. W 1994 uczestniczył w VI Zimowych Igrzyskach Paraolimpijskich w Lillehammer. Doktoryzował się w 1997, habilitował w 2008, a tytuł profesora uzyskał w 2018. Uczestniczył w stażach naukowo-badawczych w USA i Szwecji. Był też laureatem stypendium naukowego fundowanego w Wielkiej Brytanii przez British Council. Od 2003 pracuje w Brukseli, jako ekspert oceniający wnioski badawcze finansowane w ramach programów ramowych Unii Europejskiej. Działa też społecznie w organizacjach charytatywnych podnoszących poziom rehabilitacji osób z uszkodzeniem rdzenia kręgowego w biedniejszych krajach Afryki i Azji Jest członkiem m.in. International Spinal Cord Society i Multidisciplinary Association of Spinal Cord Injury Professionals. Od 2010 współpracuje z Państwowym Funduszem Rehabilitacji Osób Niepełnosprawnych. Jest członkiem rady naukowej Journal of Health Study and Medicine. 
Jest autorem ponad 80 prac naukowych oraz trzech podręczników.

## Odznaczenia
Został odznaczony m.in. Srebrnym Medalem Zasługi (2008), Medalem Komisji Edukacji Narodowej (2000), Honorowym Medalem im. Profesora Wiktora Degi (2000) i Lodołamaczem (2012).

## Życie prywatne
Ożenił się po doznaniu urazu. Ma córkę (ur. 2001) i syna (ur. 2008). Porusza się na wózku inwalidzkim.